# Gentiane croisette
Gentiana cruciata
Pour les articles homonymes, voir Croisette.
Espèce
Classification phylogénétique
La Gentiane croisette (Gentiana cruciata) est une espèce de plantes herbacées vivaces de la famille des Gentianacées.

## Description
C'est une plante assez basse (10 à 50 cm), formant des touffes, aux tiges érigées, aux grandes feuilles lancéolées, aux fleurs bleues en trompette à 4 pétales, groupées à l'aisselle des feuilles supérieures.

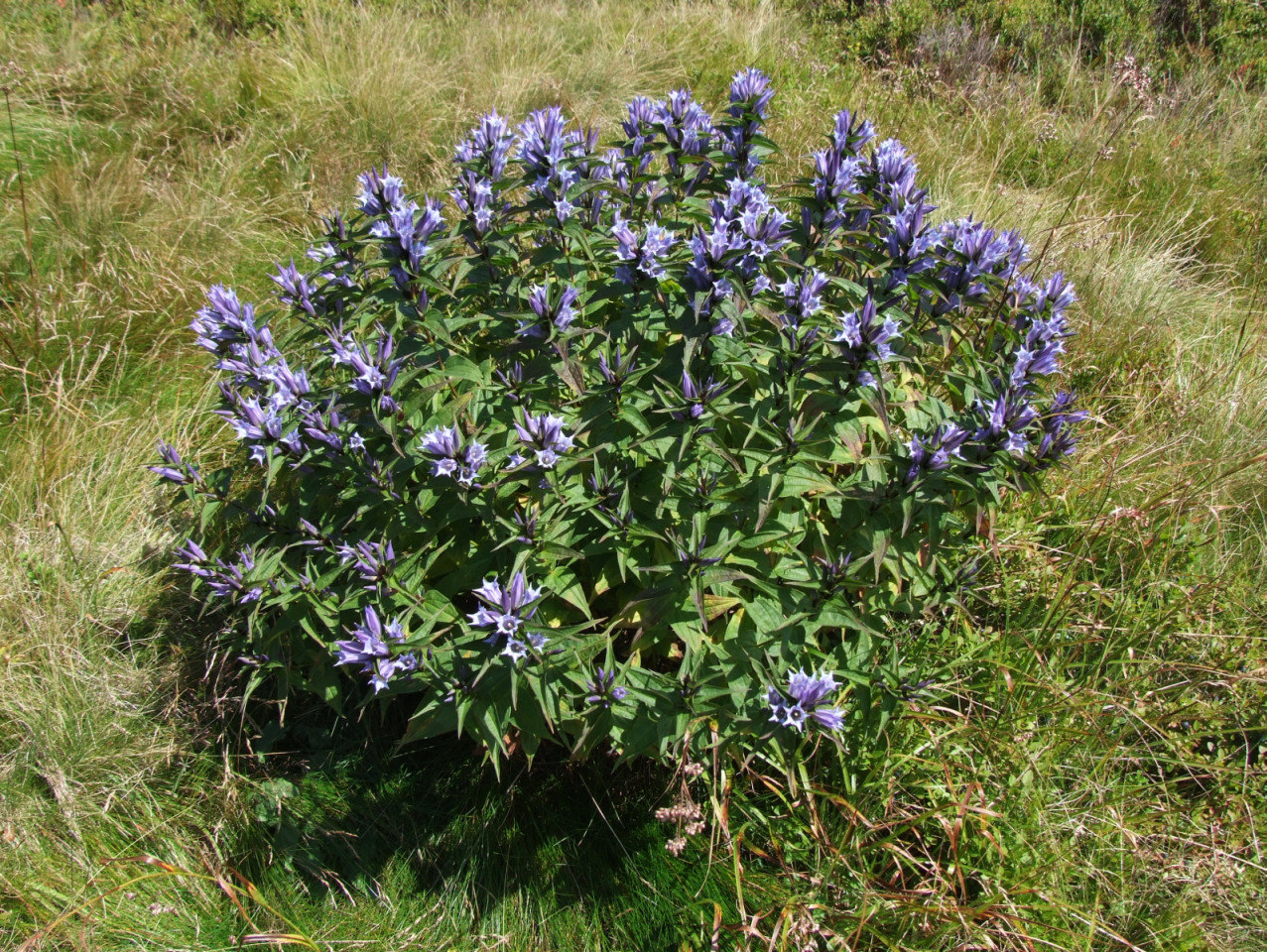
Touffe de Gentianes croisettes.
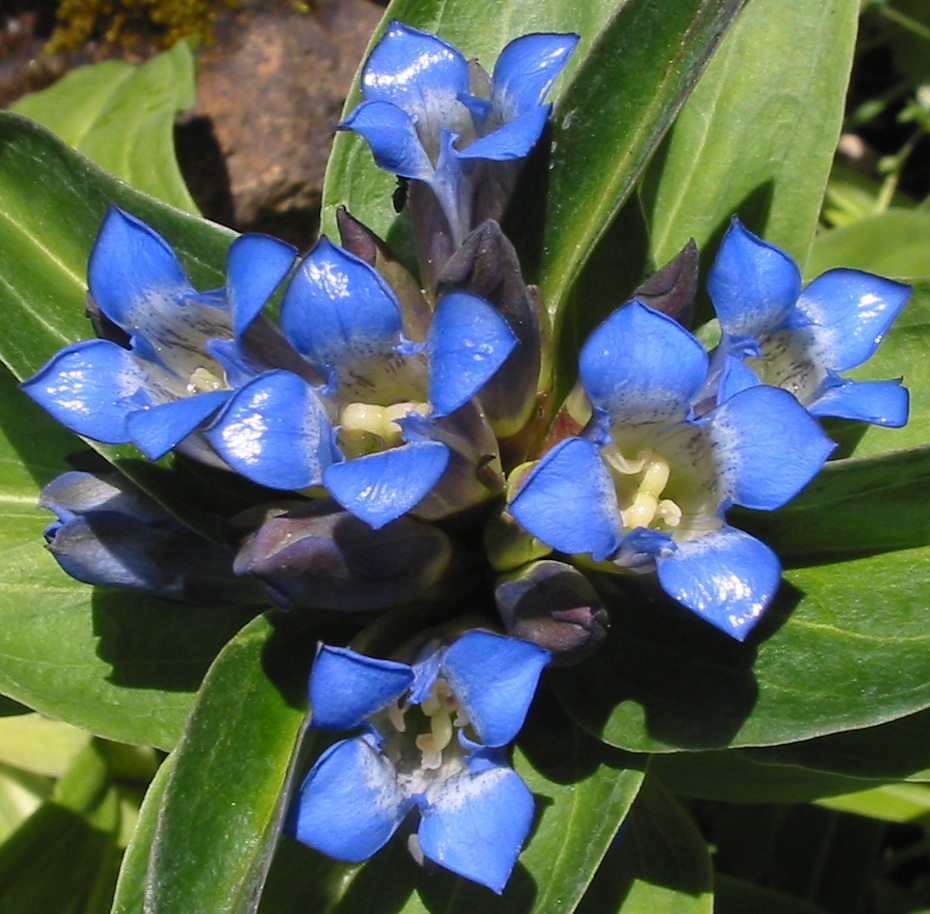
Inflorescence.

## Caractéristiques
- Organes reproducteurs
  - Type d'inflorescence : cyme capituliforme
  - Répartition des sexes : hermaphrodite
  - Type de pollinisation : entomogame
  - Période de floraison : juin à octobre
- Graine
  - Type de fruit : capsule
  - Mode de dissémination : barochore
- Habitat et répartition
  - Habitat type : pelouses basophiles médioeuropéennes occidentales, mésohydriques
  - Aire de répartition : eurasiatique

Données d'après : Julve, Ph., 1998 ff. - Baseflor. Index botanique, écologique et chorologique de la flore de France. Version : 23 avril 2004. 

## Statut de protection
Cette espèce est protégée dans plusieurs régions de France (Article 1).